# 127 км (зупинний пункт, Придніпровська залізниця)
127 кіломе́тр — пасажирський залізничний зупинний пункт Криворізької дирекції Придніпровської залізниці на електрифікованій лінії Апостолове — Запоріжжя II між станціями Марганець (9 км) та Мирова (10 км). Розташований поблизу селища Зоря Нікопольського району Дніпропетровської області.

## Пасажирське сполучення
Через зупинний пункт 127 км курсують приміські електропоїзди сполученням Марганець — Запоріжжя, проте без зупинок.